# Општина Појана Маре
Општина Појана Маре (рум. Comuna Poiana Mare) је општина у жупанији Долж у јужној Румунији. Седиште општине је насеље Појана Маре. Према попису из 2021. године имала је 9.047 становника.

## Географија
Општина Појана Маре се налази на југозападу Румуније у југозападном делу жупаније Долж. Простире се на површини од 164,35  што је чини другом највећом административно-територијалном јединицом у жупанији Долж (највећа је општина Дабулени). Погранична је општина због границе са Бугарском на југу. Границе општине су следеће:
- На северу — општина Маглавит
- На североистоку — општина Моцацеј
- На истоку — општина Писку Веки
- На југу — општина Лом, Бугарска
- На југозападу — општина Деса
- На западу — општина Чуперчениј Ној
- На северозападу — град Калафат

## Становништво
| 1992.  | 2002.  | 2011.  | 2021. |
| ------ | ------ | ------ | ----- |
| 13.365 | 12.728 | 10.740 | 9.047 |

Према попису из 2021. у општини Појана Маре је живело 9.047 становника што је за 1.693 мање (-15,76%) у односу на попис из 2011. на ком је било 10.740 становника. По броју становника је највећа општина, односно администативно-територијална јединица без статуса вароши/града, у жупанији Долж.
На попису из 2021. већину становништва су чинили Румуни (85,53%), а од мањина је највише било Рома (4,23%).
| Етнички састав према попису из 2021.‍ | Етнички састав према попису из 2021.‍ | Етнички састав према попису из 2021.‍ | Етнички састав према попису из 2021.‍ | Етнички састав према попису из 2021.‍ |
| ------------------------------------ | ------------------------------------ | ------------------------------------ | ------------------------------------ | ------------------------------------ |
|                                      |                                      |                                      |                                      |                                      |
| Румуни                               | Румуни                               |                                      | 7.738                                | 85,53%                               |
| Роми                                 | Роми                                 |                                      | 383                                  | 4,23%                                |
| Македонци                            | Македонци                            |                                      | 9                                    | 0,10%                                |
| Остали                               | Остали                               |                                      | 5                                    | 0,06%                                |
| Непознато                            | Непознато                            |                                      | 912                                  | 10,08%                               |

### Насеља
Општина се састоји из три насеља: Појана Маре, Тунариј Веки и Тунариј Ној. Седиште општине и највеће насеље је Појана Маре.
| Насеље              | Румунски назив | Становништво | Становништво |
| Насеље              | Румунски назив | 2011.        | 2021.        |
| ------------------- | -------------- | ------------ | ------------ |
| Појана Маре         |                | 8.991        | 7.470        |
| Тунариј Веки        |                | 1.262        | 1.117        |
| Тунариј Ној         |                | 487          | 460          |
| Општина Појана Маре |                | 10.740       | 9.047        |